# John Michael Sherlock
Pour les articles homonymes, voir Sherlock.
John Michael Sherlock (né le 20 janvier 1926 à Regina en Saskatchewan et mort le 12 août 2019 à London (Ontario)) est un prélat canadien de l'Église catholique. Il fut évêque du diocèse de London en Ontario de 1978 à 2002.

## Biographie
John Michael Sherlock est né le 20 janvier 1926 à Regina en Saskatchewan, mais a grandi à Brandford en Ontario. Il fut ordonné prêtre le 3 juin 1950 pour le diocèse de Hamilton en Ontario.
Le 25 juin 1974, il fut nommé évêque auxiliaire du diocèse de London en Ontario et reçu par la même occasion le siège titulaire d'évêque du diocèse de Macriana in Mauretania. Le 28 août de la même année, il fut consacré évêque par Paul Francis Reding (en), évêque de Hamilton. Le 7 juillet 1978, il devint l'évêque du diocèse de London, fonction qu'il occupa jusqu'à sa démission le 27 avril 2002.